# Bataille de Ngoshe
Insurrection de Boko Haram
La bataille de Ngoshe a lieu du 11 au 15 février 2016 lors de l'insurrection de Boko Haram.

## Déroulement
Le 11 février 2016, l'armée camerounaise lance un raid à l'intérieur du Nigeria, depuis le département de Logone-et-Chari, avec l'accord du gouvernement nigérian. Cette offensive a lieu dans le cadre de l'opération « Arrow Five » menée par la force multinationale. Le premier jour, le général Jacob Kodji déclare que 27 hommes de Boko Haram ont été tués, contre un mort — le capitaine Emmanuel Yari, du Bataillon d'intervention rapide (BIR) — et sept blessés du côté des militaires,,. Les combats durent cinq jours et ont lieu à Goshi, à 20 kilomètres de la frontière, faisant 162 morts parmi les djihadistes selon les Camerounais. Un autre officier, le lieutenant-colonel Kwene Ekwene Beltus Honoré, est tué par une mine le 14 février,. L'armée camerounaise affirme également avoir libéré une centaine d'otages, dont 15 Camerounais. 
Le 15 février, Issa Tchirouma, porte-parole du gouvernement camerounais, déclare : « Goshi était le lieu de prédilection pour Boko Haram où étaient basés plusieurs ateliers, leur laboratoire, une partie de leur quartier général. Et c’est de là donc que partaient les jeunes garçons, les jeunes filles ou les adultes qu’on armait de bombes, de ceintures explosives pour venir causer la destruction de nos populations et de leurs biens. Il y a eu plusieurs batailles et donc nos forces ont eu le dessus, ont détruit et ont neutralisé plus de 162 éléments de Boko Haram. Boko Haram en a eu pour son grade ». Il affirme également qu'un « centre d’entrainement de Boko Haram précédemment identifié a été rasé, deux véhicules de combat mis à feu, des armements de guerre saisis ».  Deux mitrailleuses lourdes de 12,7 mm, trois mitrailleuses de 7,62 mm, un lance-roquettes RPG-7, douze fusils AK-47, deux pistolets, des grenades, plusieurs dizaines d'armes légères, une centaine de fusils factices d’entraînement, des armes blanches, des uniformes militaires, des dizaines de boîtes de chargeurs et des milliers de munitions sont saisis, ainsi que « cinq mines déjà prêtes à l’emploi » et quatre fabriques de mines artisanales ont été démantelées.